# Hilda Weiss
Hilda Weiss, född 29 augusti 1900 i Berlin, Kejsardömet Tyskland, död 29 maj 1981 i Brooklyn, New York, var en tysk sociolog, socialist och fackföreningskvinna. Hon tillhörde Frankfurtskolan. 

## Biografi
Hilda Weiss föddes i en judisk familj i Berlin.
Weiss arbetade till en början på företaget Carl Zeiss och var med i fackföreningen Deutscher Metallarbeiter-Verband. Hon var en av de första doktoranderna vid Institut für Sozialforschung. År 1925 blev hon medlem i KPD. Två år senare disputerade hon vid Frankfurts universitet på avhandlingen Abbe und Ford. Pläne für die Errichtung sozialer Betriebe, vilken är en jämförelse mellan Ernst Abbes och Henry Fords industriella tänkesätt.
År 1933 utnämndes Adolf Hitler till Tysklands rikskansler och Weiss flydde då till Paris. I samband med andra världskrigets utbrott år 1939 emigrerade hon till USA.